# Gerrit van Hees
Pour les articles homonymes, voir Hees (homonymie).
Gerrit van Hees, actif à Haarlem vers 1650 et mort à Haarlem en 1670, est un peintre paysagiste hollandais.

## Biographie
Peintre paysagiste haarlemois, Gerrit van Hees reste mal connu. Son style est proche de celui de ses contemporains, Jacob van Ruisdael et Meindert Hobbema.

## Œuvre
- Cabaret au bord d'un chemin, Musée des beaux-arts de Rennes[1]
- Paysage, Palais des beaux-arts de Lille
- Vor dem Gasthaus am Dünenrand (Auberge en bord de dune), Kunsthistorisches Museum de Vienne
- Duinlandschap met een gehucht bij een vliet (Hameau dans la dune près d'un ruisseau), Musée Frans Hals de Haarlem